# نادوک
نادوک یا نادوگ (پارسی میانه: Nādug) یکی از نجیب‌زادگان ساسانی در سده سوم میلادی در زمان حکومت شاپور یکم بود.

## زندگی

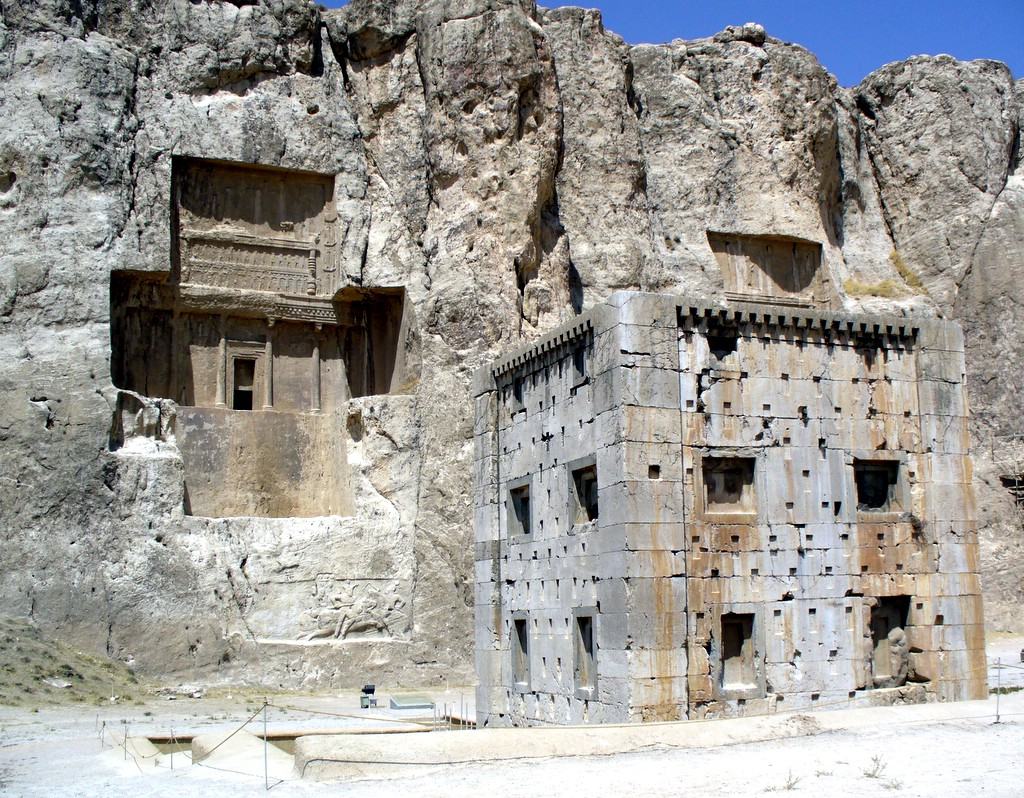
کعبه زرتشت، جایی که سنگ‌نوشته شاپور یکم حک شده‌است

از او در سنگ‌نوشته شاپور یکم بر کعبه زرتشت به عنوان زندان‌بان (پارسی میانه: zēndānīg) یاد شده‌است. او در این سنگ‌نوشته در میان ۶۷ نجیب‌زاده در رتبهٔ چهل‌وهفت قرار دارد. اطلاعات دیگری از زندگی او در دست نیست.